# Larentia subgaliata
Larentia subgaliata är en fjärilsart som beskrevs av Herrich-Schäffer 1870. Larentia subgaliata ingår i släktet Larentia och familjen mätare. Inga underarter finns listade i Catalogue of Life.